# 24th Street Mission (BART)
24th Street Mission es una estación en las líneas Dublin/Pleasanton–Daly City, Pittsburg/Bay Point–SFO/Millbrae, Fremont–Daly City y Richmond–Millbrae del BART, administrada por la Distrito de Transporte Rápido del Área de la Bahía. La estación se encuentra localizada en 2800 Mission Street en San Francisco, California. La estación 24th Street Mission fue inaugurada el 3 de noviembre de 1973.

## Descripción
La estación 24th Street Mission cuenta con 1 plataforma central y 2 vías. 

## Conexiones
La estación es abastecida por las siguientes conexiones de autobuses: 
- Rutas del MUNI
12 Folsom/Pacific
14 Mission
14L Mission Limited
48 Quintara-Calle 24
49 Van Ness-Mission
67 Bernal Heights